# Gia Sơn
Gia Sơn là một xã thuộc huyện Nho Quan, tỉnh Ninh Bình, Việt Nam.

## Địa lý
Xã Gia Sơn nằm ở phía bắc huyện Nho Quan, cách trung tâm thành phố Ninh Bình 28 km, có vị trí địa lý: 
- Phía đông giáp huyện Gia Viễn
- Phía nam giáp các xã Gia Thủy, Gia Lâm
- Phía tây giáp xã Gia Lâm
- Phía bắc giáp xã Xích Thổ.

Xã Gia Sơn có diện tích 7,50 km², dân số năm 2019 là 4.026 người, mật độ dân số đạt 537 người/km².
Xã này có đường Quốc lộ 37C (nâng cấp tỉnh lộ 477 và 479) Nam Định - Gián Khẩu - Hòa Bình đi qua.
Làng Nga My ở xã Gia Sơn xưa là quê hương của thái hậu Dương Vân Nga, Hoàng hậu của hai triều Đinh - Tiền Lê và là Bảo Quang Hoàng thái hậu triều Lý.
Theo giai thoại dân gian, Dương Vân Nga là con gái của Hào trưởng Dương Thế Hiển, quê ở vùng Nho Quan, Ninh Bình. Cái tên Vân Nga là ghép từ Vân Long và Nga My là tên thôn quê cha mẹ bà.

## Lịch sử
Xã được thành lập theo quyết định số 454/QN ngày 5/12/1953 trên cơ sở tách từ xã Gia Lâm.